# Сахама
Сахама, Невадо-Сахама (ісп. Nevado Sajama) — згаслий стратовулкан та найвища вершина Болівії (6542 м). Відносна висота від підніжжя до вершини — 2428 м. Вулкан розташований в хребті Кордильєра-Оксиденталь на території Національного парку Сахама на південному заході країни, за 16-24 км від кордону з Чилі.
Дата останнього виверження невідома, але дослідники зазвичай припускають, що воно відбулося протягом Голоцену. Вічне заледеніння починається з висоти 6000 м над рівнем моря, нижче присутня рідка напівпустельна рослинність.
Перше сходження на вершину було здійснене в серпні 1939 року через південно-східний гребінь Джозефом Премом та Вілфрідом Куемом.